# Amsonia jonesii
Amsonia jonesii är en oleanderväxtart som beskrevs av R. E. Woodson. Amsonia jonesii ingår i släktet Amsonia och familjen oleanderväxter. Inga underarter finns listade i Catalogue of Life.